# Dicastério para o Culto Divino e Disciplina dos Sacramentos
O Dicastério para o Culto Divino e Disciplina dos Sacramentos, (Dicasterium de Cultu Divino et Disciplina Sacramentorum), resulta da fusão de dois dicastérios originariamente autônomos: a Congregação para o Culto Divino (instituída, com tal denominação do Papa Paulo VI com a Constituição Apostólica Sacra Rituum Congregatio de 8 de maio de 1969) e a Congregação para a Disciplina dos Sacramentos (instituída com tal denominação pelo Papa Pio X com a Constituição Apostólica Sapienti Consilio, de 29 de junho de 1908).
Já unificada pelo Papa Paulo VI com a Constituição Apostólica Constans nobis studium de 11 de julho de 1975 e com a denominação Sacra Congregatio pro Sacramentis et Cultu Divino, os dois referidos dicastérios foram restituídos na sua autonômia e com as respectivas denominações: Congregação para os Sacramentos e Congregação para o Culto Divino, do Papa João Paulo II com quirógrafo de 5 de abril de 1984.
Com a Constituição Apostólica Pastor Bonus, publicada em 28 de junho de 1988, o Papa João Paulo II reuniu novamente em um único dicastério com a denominação atual.
Esta Congregação tem por finalidade e competência, se ocupar de tudo que diz respeito a Sé Apostólica, a cerca da promoção e da regulamentação da liturgia e, em primeiro lugar, dos sacramentos.
Promove a ação pastoral litúrgica e tudo que está ligado a preparação e a celebração da Eucaristia, e dos outros sacramentos e dos sacramentais, no que se refere a celebração do domingo e das outras festas do Ano Litúrgico e da Liturgia das Horas.
Está sediada no Palazzo delle Congregazioni, na Piazza Pio XII, em Roma.

## Prefeitos
|           | Nome                                         | Período   | Notas                                                                                                 |
| Prefeitos | Prefeitos                                    | Prefeitos | Prefeitos                                                                                             |
| --------- | -------------------------------------------- | --------- | --- |
| 18º       | Arthur Cardeal Roche                         | 2021-     | Atual                                                                                                 |
| 17º       | Robert Cardeal Sarah                         | 2014-2021 | prefeito emérito                                                                                      |
| 16º       | Antonio Cañizares Cardeal Llovera            | 2008-2014 | Nomeado Arcebispo de Valência                                                                         |
| 15º       | Francis Cardeal Arinze                       | 2002-2008 | |
| 14º       | Jorge Arturo Augustin Cardeal Medina Estévez | 1996-2002 | |
| 13º       | Antonio María Cardeal Javierre Ortas, SDB    | 1992-1996 | |
| 12º       | Eduardo Cardeal Martínez Somalo              | 1988-1992 | Nomeado Prefeito da Congregação para os Institutos de Vida Consagrada e Sociedades de Vida Apostólica |
| 11º       | Paul Augustin Cardeal Mayer, O.S.B.          | 1984-1988 | |
| 10º       | Giuseppe Cardeal Casoria                     | 1981-1984 | |
| 9º        | James Robert Cardeal Knox                    | 1975-1981 | Nomeado Prefeito da Pontifício Conselho para a Família                                                |
| 8º        | Antonio Cardeal Samoré                       | 1968-1974 | Nomeado Arquivista do Arquivo Apostólico do Vaticano                                                  |
| 7º        | Francis John Cardeal Brennan                 | 1968      | |
| 6º        | Francesco Cardeal Carpino                    | 1967      | |
| 5º        | Benedetto Aloisi Cardeal Masella             | 1954-1967 | |
| 4º        | Domenico Cardeal Jorio                       | 1935-1954 | |
| 3º        | Michele Cardeal Lega                         | 1920-1935 | |
| 2º        | Filippo Cardeal Giustini                     | 1914-1920 | |
| 1º        | Domenico Cardeal Ferrata                     | 1908-1914 | Nomeado Secretário da Congregação para a Doutrina da Fé                                               |

## Secretários
|             | Nome                             | Período     | Notas                                                       |
| Secretários | Secretários                      | Secretários | Secretários                                                 |
| ----------- | -------------------------------- | ----------- | ----------------------------------------------------------- |
| 17º         | Vittorio Francesco Viola, O.F.M. | 2021-atual  |                                                             |
| 16º         | Arthur Roche                     | 2012-2021   | Elevado a Prefeito                                          |
| 15º         | Joseph Augustine Di Noia, O.P.   | 2009-2012   | Nomeado Vice-presidente da Pontifícia Comissão Ecclesia Dei |
| 14º         | Malcolm Ranjith                  | 2005-2009   | Nomeado Arcebispo de Colombo                                |
| 13º         | Domenico Sorrentino              | 2003-2005   | Nomeado Arcebispo de Assis-Nocera Umbra-Gualdo Tadino       |
| 12º         | Francesco Pio Tamburrino, O.S.B. | 1999-2003   | Nomeado Arcebispo de Foggia-Bovino                          |
| 11º         | Geraldo Majella Agnelo           | 1991-1999   | Nomeado Arcebispo de Salvador                               |
| 10º         | Lajos Kada                       | 1984-1991   | Nomeado Núncio Apostólico na Alemanha                       |
| 9º          | Luigi Dadaglio                   | 1980-1984   | Nomeado Penitenciária Apostólica                            |
| 8º          | Antonio Innocenti                | 1973-1980   | Nomeado Núncio Apostólico na Espanha                        |
| 7º          | Giuseppe Casoria                 | 1969-1973   | Nomeado Secretário da Congregação para as Causas dos Santos |
| 6º          | Giacomo Violardo                 | 1965-1969   |                                                             |
| 5º          | Cesare Zerba                     | 1958-1965   |                                                             |
| 4º          | Francesco Bracci                 | 1935-1958   |                                                             |
| 3º          | Domenico Jorio                   | 1928-1935   | Elevado a Prefeito                                          |
| 2º          | Luigi Capotosti                  | 1914-1926   |                                                             |
| 1º          | Filippo Giustini                 | 1908-1914   | Elevado a Prefeito                                          |